# دابسمش
دابسمَش (به انگلیسی: Dubsmash) یک سرویس میزبانی ویدئو است که تحت سیستم عامل‌های آی اُ اِس و اَندروید ساخته شده‌است. با استفاده از این نرم‌افزار، کاربران می‌توانند، آهنگ یا صدای مورد علاقه خود را از لیستی انتخاب کرده و هم‌زمان با پخش آن لب بزنند و از خود فیلمبرداری کنند.

## ویژگی‌ها
کاربران این نرم‌افزار قادر خواهند بود بر روی قطعات صوتی نظیر بخشهایی از آهنگ یا فیلم مورد علاقه اشان یا نقل قولهای معروف، لب بزنند و با فیلمبرداری از خودشان، نوانما بسازند. همچنین کاربران می‌توانند نوانماهای که خود ساخته‌اند را در اینترنت به اشتراک بگذارند یا به آن‌ها جلوه‌های نوشتاری و فیلترهای رنگی اضافه کنند. کاربران می‌توانند نوانماهای خود را ذخیره کنند و با استفاده از نرم‌افزارهای پیام‌رسان آن‌ها را برای دیگران ارسال کنند.
در ژانویه سال ۲۰۱۵، بیش از ۵۰ میلیون بار در ۱۹۲ کشور جهان دانلود شده بود.

## دابسمش در ایران
اصطلاح دابسمش در بین فارسی زبانان شبکه‌های اجتماعی به عنوان ضبط و تولید ویدئوی کوتاهی شناخته می‌شود که مشخصه اصلی آن لب‌زنی یا انجام کاری است که هماهنگ با یک صدای سرشناس از پیش موجود دیگری باشد.

## پیوند
1. ↑  "Dubsmash on the App Store". آی‌تیونز. Retrieved March 23, 2018.
2. ↑  مشارکت‌کنندگان ویکی‌پدیا. «Dubsmash». در دانشنامهٔ ویکی‌پدیای انگلیسی.
3. ↑  Hannah Jane Parkinson (5 June 2015). "Dubsmash: the viral app turning mimes into memes is singing – and winning". The Guardian. Retrieved 21 August 2015.